# Орпьер (кантон)
Орпье́р (фр. Orpierre) — кантон во Франции, находится в регионе Прованс — Альпы — Лазурный Берег, департамент Верхние Альпы. Входит в состав округа Гап.
Код INSEE кантона — 0515. Всего в кантон Орпьер входит 7 коммун, из них главной коммуной является Орпьер.

## Коммуны кантона
| Коммуна          | Население, чел. (1999) | Почтовый индекс | Код INSEE |
| ---------------- | ---------------------- | --------------- | --------- |
| Лагран           | 268                    | 05300           | 05069     |
| Носсаж-э-Беневан | 8                      | 05700           | 05094     |
| Орпьер           | 256                    | 05700           | 05097     |
| Салеон           | 69                     | 05300           | 05159     |
| Сент-Коломб      | 50                     | 05700           | 05135     |
| Тресклеу         | 314                    | 05700           | 05172     |
| Этуаль-Сен-Сирис | 31                     | 05700           | 05051     |

## Население
Население кантона на 2007 год составляло 1 100 человек.
| 1962 | 1968 | 1975 | 1982 | 1990 | 1999 | 2006 | 2007  | 2008 |
| ---- | ---- | ---- | ---- | ---- | ---- | ---- | ----- | ---- |
| 750  | 885  | 848  | 859  | 947  | 957  | —    | 1 100 | —    |